# Echofrage
Die Echofrage (griech. ἠχώ (echo), ἠχή (eche) 'Schall') ist eine spezielle Art der Frage, die im Redezusammenhang eine Vorgängeräußerung erwidert und mit einer Umformulierung des ursprünglichen Satzes nach einer Bestätigung oder Erläuterung der vorangegangenen Äußerung fragt.
Echofragen werden vor allem verwendet, wenn der Adressat einer Äußerung meint, diese nicht richtig oder vollständig verstanden zu haben, oder aber die Äußerung nicht mit vorhandenen Erwartungen oder Informationen übereinstimmt. Wie die Beispiele unten zeigen, können Echofragen sowohl auf Fragesätze mit einer Entscheidungsfrage wie auch auf Aussagesätze Deklarativsätze oder Befehlssätze (Imperativsätze) folgen.
Eine Echofrage, die wie im Beispiel (1) auf eine Entscheidungsfrage folgt, wird mit der Konjunktion (Wortart) bzw. Subjunktion „ob“ eingeleitet. Als Vergewisserungsfrage kann in einer Echofrage wie im Beispiel (2) auch die vorangegangene Äußerung mit steigender Intonation wiederholt werden. Eine Echofrage, die sich auf einen Imperativsatz bezieht, enthält eine Umschreibung mit „sollen“.
Der Rede- oder Konversationsfluss wird durch Echofragen unterbrochen und erst im Anschluss an die Echosequenz fortgesetzt. Im Hinblick auf die kommunikative Intention kann bei der Echofrage zwischen Nachfrage und Rückfrage unterschieden werden. Während die Nachfrage der Verständnissicherung dient, wird mit der Rückfrage das zuvor Gesagte problematisiert, wenn Zweifel im Hinblick auf dessen Angemessenheit oder Legitimation bestehen. Je nach Kontext oder Redezusammenhang wird die Echofrage häufig zur Signalisierung von Unglauben, Ironie oder Missfallen verwendet.
Innerhalb der Echofragen finden sich neben prinzipiellen Echo-Entscheidungsfragesätzen ebenso Echo-w-Fragen, in denen wie im Beispiel (4) mit Hilfe eines Fragewortes um die Erklärung eines bestimmten Teiles oder Details der vorausgehenden Äußerung gebeten wird. Dabei wird das Fragewort zur Fokussierung in der Intonation hervorgehoben; es kann sowohl am Anfang als auch im Mittelteil oder am Ende der Echo-w-Frage stehen. Der Focus kann sich wie im Beispiel (5) auf mehr als ein Satzglied beziehen; ebenso kann die Echo-w-Frage wie im Beispiel (6) eine Mehrfachnachfrage enthalten.

## Beispiele
1. Kommst du übermorgen? – Ob ich übermorgen komme?
2. Hans hat angerufen und uns am Samstag eingeladen. – Hans hat uns am Samstag eingeladen?
3. Schalte das Licht aus! – Ich soll das Licht ausschalten?
4. Er bleibt wie lange in Berlin?
5. Peter hat Trüffel zubereitet. Peter hat was?
6. Wer hat wann das Auto benutzt?